# 1928 w polityce

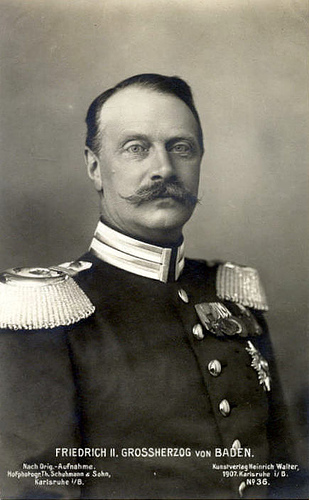
Fryderyk II Badeński

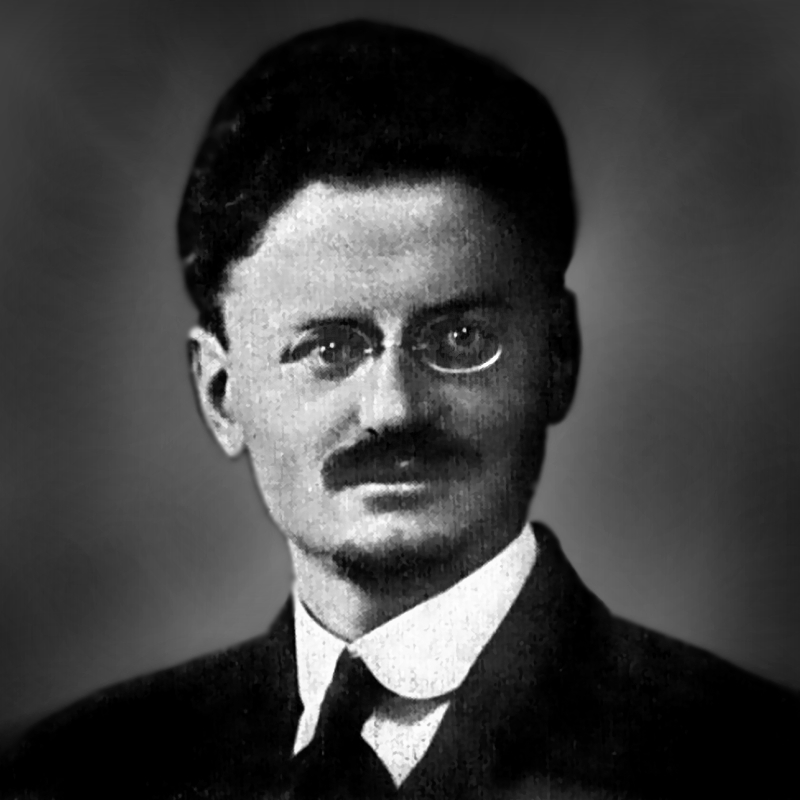
Lew Trocki

Wydarzenia polityczne w 1928 roku.

## Styczeń
- 5 stycznia – urodził się Zulfikar Ali Bhutto, prezydent Pakistanu[1].
- 19 stycznia – Walery Sławek rozpoczął organizowanie Bezpartyjnego Bloku Współpracy z Rządem[2].
- 31 stycznia – Lew Trocki został zesłany do Ałma-Aty[3].

## Luty
- 2 lutego – urodził się Ciriaco De Mita, premier Włoch[4].
- 20 lutego – Transjordania otrzymała od Wielkiej Brytanii autonomii. Powstanie państwa arabskiego wywołało liczne protesty żydowskiej ludności w Palestynie[5].

## Marzec
- 27 marca – wybory prezydenckie w Portugalii wygrał generał António Óscar de Fragoso Carmona[5].
- 28 marca – urodził się Zbigniew Brzeziński, politolog,  doradca ds. bezpieczeństwa narodowego USA za prezydentury Jimmy’ego Cartera[6].
- Odbyły się wybory do sejmu II kadencji[2].

## Maj
- 3 maja – oddziały japońskie rozpoczęły szturm na Jinan. Powodem rozpoczęcia walk było wkroczenie wojsk Kuomintangu do części miasta, w której stacjonował garnizon japoński[5].
- 4 maja – urodził się Husni Mubarak, prezydent Egiptu[7].

## Czerwiec
- 27 czerwca – Józef Piłsudski zrezygnował ze stanowiska premiera. Jego urząd objął Kazimierz Bartel[5].

## Lipiec
- 17 lipca – katolicki fanatyk Jose de Leon Toral zastrzelił prezydenta-elekta Meksyku Álvaro Obregóna[5].

## Sierpień
- 9 sierpnia – zmarł Fryderyk II, wielki książę Badenii[8].
- 27 sierpnia – w Paryżu 15 państw podpisało pakt o wyrzeczeniu się wojny[5].

## Październik
- 6 października – w Chinach ogłoszono nową konstytucję[5].
- 7 października – Hajle Syllasje I został królem Etiopii[9].

## Listopad
- 10 listopada – Hirohito został cesarzem Japonii[10].
- 28 listopada – zmarł Frank Friday Fletcher, amerykański admirał[11].

## Grudzień
- 5 grudnia – nowym premierem Austrii został Wilhelm Miklas[5].